# Улица Батюшкова (Вологда)
Улица Батюшкова — улица в Вологде, расположена между проспектом Победы и улицей Мира, Октябрьской улицей, пересекает Благовещенскую улицу (исторический район Город).

## История
Застроена около 1810-х годов, называлась Малой Благовещенской улицей по находившейся на ней Благовещенской церкви (снесённой в 1950-е годы). На улице располагался дом Григория Абрамовича Гревенса — племянника поэта Константина Батюшкова, в 1833 году Гревенс был назначен опекуном поэта, и Батюшков жил и работал в доме племянника вплоть до кончины в 1855 году. Позднее в доме № 2 открыта музей-квартира поэта, установлена мемориальная доска. Сейчас в этом здании располагается Вологодский педагогический колледж.
До 1918 года на улице находилась первая губернская Мариинская женская гимназия, в 1918—1922 годы в её здании были организованы были курсы среднего командного состава Красной Армии.
В 1925 году улица получила современное наименование. В 1938 году замощена булыжником, в 1948 году — заасфальтирована.
По состоянию на 2010-е годы по улице расположены Центральный городской рынок, педагогический колледж, арбитражный суд.

## Транспорт
Начало — остановка «Центр» (троллейбус 4; автобусы  1, 7, 8, 11, 12, 14, 16, 23, 27, 28, 29, 32, 42, 403, 414), остановка «Театр для детей и молодёжи» (автобусы 4, 12, 18, 19, 31,  37, 45, 48, 404, 406, 414).